# نیواری
نیواری (به انگلیسی: Niwari, Madhya Pradesh) یک زیستگاه انسانی در هند است که در ناحیه تیکامگاره واقع شده‌است.

## خصوصیات
نیواری ۲۰٬۷۱۱ نفر جمعیت دارد.